# Eurodance
Eurodance ([ˈjʊrəʊˌdæns], deutsch „Eurotanz“, auch Dancefloor [ˈdænsflɔː], engl. „Tanzfläche“) bezeichnet eine Stilrichtung innerhalb der elektronischen Tanzmusik, die in den frühen bis mittleren 1990er Jahren vor allem in Europa sehr populär war und zahlreiche Charterfolge hervorbrachte. Charakteristisch ist eine Kombination aus einer repetitiven, oftmals vollsynthetischen Dance-Instrumentierung mit starken Einflüssen aus der damaligen Techno-, New-Beat- und House-Musik, häufig durch weibliche Soul-Vocals geprägte Pop-Refrains und von männlichen Rappern oder MCs vorgetragene Sprechgesangs-Einlagen.

## Merkmale
Kennzeichnend sind, wie auch in allen anderen Bereichen der elektronischen Tanzmusik, ausschließlich synthetisch erzeugte Klänge, von den Vocals abgesehen. Der typische Rhythmus ist ein monotoner 4-to-the-floor-Beat im 4/4-Takt bei 120 bis 150 BPM, unterlegt mit synthetischen Flächen und einer Basslinie, wozu elektronische Klangerzeuger wie Sequenzer und Drumcomputer eingesetzt werden, ähnlich wie beim Synthie-Pop. Die Drumcomputer-Beats ähneln sehr stark denjenigen, die bei Stilen wie Techno und House verwendet werden, mit einer pumpenden Bassdrum auf den ungeraden und einer geöffneten Hi-Hat auf den geraden Achteln, sowie Snare- oder Handclap-Sounds auf dem zweiten und vierten Viertel.
Die Refrain-Melodie ist harmonisch und wird meist durch Strophen mit Rapeinlagen unterbrochen. Typisch ist ein Wechselspiel zwischen einer weiblichen Singstimme (Refrain) und männlichem Sprechgesang (Strophe). Nach dem ersten erfolgreichen Projekt in dieser Konstellation wird dies als „Snap-Formel“ oder humoristisch als „Ma-ra-Fra-si“ (Mann rappt, Frau singt) bezeichnet. Wenn keine Rapeinlagen vorkommen, wird der Titel meist von nur einem Sänger oder Sängerin gesungen, wobei die Rapparts durch gesungene Strophen ersetzt werden. Auf den Refrain folgen häufig einprägsame instrumentelle Akkordmuster. Nicht selten werden auch an Reggae bzw. Dancehall angelehnte Elemente verwendet.
Die Texte sind bis auf wenige Ausnahmen in englischer Sprache gehalten. Besungene Themen sind Liebe, Sex, Musik, Tanzen und Feiern. Normalerweise repräsentieren ausschließlich die Sänger(innen) und Rapper, selten mehr als drei Mitglieder, das Dance-Projekt in der Öffentlichkeit, während die Produzenten und Komponisten der Musik in aller Regel im Hintergrund bleiben.

## Geschichte
Die frühen Titel, die sich dem Genre Eurodance zuordnen lassen, stammen im Gegensatz zu späteren Produktionen nicht aus rein kommerziell ausgerichteten Hitschmieden. Vielmehr steckten dahinter DJs und Produzenten, häufig aus dem Raum Frankfurt und dem Umfeld des dort beheimateten Clubs Dorian Gray, die in ihrer musikalischen Grundausrichtung in erster Linie auf cluborientierte Stile wie Techno, EBM und Trance spezialisiert waren, neben ihrer DJ-Tätigkeit aber auch nach Möglichkeiten suchten, diese elektronische Clubmusik für das Radio und für die Charts kompatibel zu machen. Zu nennen wären hier beispielsweise die in Frankfurt ansässigen DJs und Produzenten Torsten Fenslau, Michael Münzing und Luca Anzilotti, Jam El Mar, Mark Spoon und DJ Dag. Siehe hierzu auch: Sound of Frankfurt.
Diese Produzenten waren in den 1980er Jahren mit moderner elektronischer Tanzmusik wie Synthpop, Italo Disco bzw. Euro Disco und früher Techno-Musik „großgeworden“, weshalb diese Stile ihren Sound entscheidend prägten. Auch der in der ersten Hälfte der 1980er populäre Tanzsound des Hi-NRG hatte einen unüberhörbaren Einfluss.
Die frühen Vorläufer der späteren Eurodance-Musik, wie Pump Up the Jam (1989) von Technotronic oder The Power (1990) von Snap!, waren zum Teil noch stark Hip-Hop-orientiert, zeigten aber bereits deutliche Verbindungen zur amerikanischen House-Musik, wie sie auch beim im Herbst 1990 veröffentlichten Titel Gonna Make You Sweat (Everybody Dance Now) des US-amerikanischen Produzententeams C+C Music Factory und vielen anderen Produktionen dieser Zeit zu hören ist. Diese „Vorphase“ des Eurodance wird häufig auch als Hip House bezeichnet. Als sich in den folgenden Jahren in den Diskotheken Europas tanzbetontere Stile wie House und Techno stark wachsender Beliebtheit erfreuten, wurde auch die Musik der Eurodance-Produzenten immer clublastiger. Besonders hervorzuheben ist dabei die „pumpende“ Bassdrum und die zunehmend computerorientierte Produktionsweise (in den 1980er Jahren wurde in der Elektronischen Musik noch hauptsächlich mit Hardware-Sequencern gearbeitet). Auch die neue elektronische Musikrichtung Trance wurde ab 1992 in den Clubs immer beliebter und fand entsprechenden Einschlag in den kommerzielleren Produktionen dieser Tage.
Auch wenn der Übergang zwischen Euro Disco, Hip House und Eurodance fließend ist, kann man den Track Rhythm Is a Dancer (1992) von Snap! als ersten wichtigen Meilenstein des Genres bezeichnen, der auch gleich Platz 1 der deutschen Charts erreichte. Das Erfolgskonzept dieses Songs (technolastiger Beat, weibliche Soulstimme, männlicher Rapper) wurde schnell von anderen Produzenten entdeckt, so dass schon bald Titel wie It’s My Life von Dr. Alban, More and More vom Captain Hollywood Project und Mr. Vain von Culture Beat 1992/93 die Charts stürmten. Ein früher Eurodance-Titel, der ohne Rap-Einlagen auskam, war What Is Love (1993) von Haddaway. Diese Titel waren so erfolgreich (alle Nummer-eins-Hits in Deutschland außer Haddaway; Platz 2), dass das Konzept anschließend vielfach von anderen Produzenten übernommen wurde. In den folgenden Jahren entfernte sich das Genre zunehmend von seinen Club-basierten Wurzeln und wurde immer kommerzieller und chartsorientierter. Weit verbreitet war der Stil zwischen 1992 und 1996 mit dem Höhepunkt in den Jahren 1993/94, als der Großteil der Chart-Hits diesem Genre zugeordnet werden konnte. Sehr beliebt war der Stil ebenfalls bei Fahrgeschäften auf Jahrmärkten und wurde daher abwertend auch Kirmestechno genannt. Danach wurden von VIVA, im Gegensatz zu den vorangegangenen Jahren, kaum noch Eurodance-Nummern in die Playlist aufgenommen. Die Verkaufszahlen sanken deutlich und nur noch vereinzelt gelang der Einstieg in die Charts.
Der Begriff „Eurodance“ entstand erst nach dem kommerziellen Abebben dieses Genres. Der Name wurde für Sampler gewählt, auf denen ehemalige Charterfolge nochmals vermarktet wurden. Zuvor wurde diese Musikrichtung häufiger als „Dancefloor“ oder einfach „Dance“ bezeichnet.
2003 veröffentlichten mehrere Eurodance-Interpreten wie etwa SNAP! (Rhythm Is a Dancer 2003), Culture Beat (Mr. Vain Recall) oder Masterboy (Feel the Heat of the Night 2003) neue Versionen oder Remixe ihrer größten Hits. Ein richtiges Comeback gelang aber niemandem.
Aus der Eurodance-Zeit sind DJ BoBo und Scooter zwei der wenigen Künstler, die bis heute erfolgreich in regelmäßigen Abständen Singles und Alben veröffentlichen, welche aber großteils anderen Genres der elektronischen Tanzmusik wie Hands up oder Jumpstyle angehören.
Ähnlich wie die 1980er Jahre oft mit dem Synthie-Pop assoziiert werden, wird Eurodance heute oft – neben anderen Stilrichtungen wie Techno – als typische Musik der 1990er Jahre angesehen. Dies äußert sich beispielsweise auf sogenannten „90er-Jahre-Partys“, auf denen Eurodance eine der meistgespielten Stilrichtungen ist. Im Radio jedoch ist die Musikrichtung aus den Programmen der großen Radiosender praktisch vollkommen verschwunden.
Auch in neuerer Zeit werden noch Songs produziert, die dem Eurodance zugerechnet werden. Joost Klein sollte mit Europapa für die Niederlande am Eurovision Songcontest 2024 teilnehmen. Zudem treten etablierte Künstler der 90er in „Best of“-Konzerten auf. Neue Kompilation-CDs bedienen die noch bestehende Eurodance-Anhängerschaft, ebenso wie spezialisierte Apps, Internetradio-Sender und Kanäle auf Videoportalen mit Videoclips der 90er Jahre. 

## Bekannte Titel
Nummer-eins-Hits in Deutschland, Österreich und der Schweiz, mit Verweilzeit auf Platz eins (Auszug):
| Interpret                        | Titel                             | Platz 1 Deutschland                                         | Platz 1 Österreich                                    | Platz 1 Schweiz                                                  |
| -------------------------------- | --------------------------------- | ----------------------------------------------------------- | ----------------------------------------------------- | ---------------------------------------------------------------- |
| Snap!                            | Rhythm Is a Dancer                | 25. Mai – 27. Juli 1992                                     | 31. Mai – 13. Juni 1992                               | 28. Juni – 3. Oktober 1992                                       |
| Dr. Alban                        | It’s My Life                      | 3. August – 21. September 1992                              | 14. Juni – 25. Juli 1992                              | (max. Platz 2)                                                   |
| Captain Hollywood Project        | More and More                     | 21. Dezember 1992 – 11. Januar 1993                         | (max. Platz 3)                                        | (max. Platz 3)                                                   |
| 2 Unlimited                      | No Limit                          | (max. Platz 2)                                              | 7. März – 27. März 1993                               | 21. März – 24. April 1993                                        |
| Haddaway                         | What Is Love                      | (max. Platz 2)                                              | 9. Mai – 10. Juli 1993                                | 13. Juni – 17. Juli 1993                                         |
| Culture Beat                     | Mr. Vain                          | 21. Juni – 16. August 1993                                  | 11. Juli – 17. Juli 1993                              | 18. Juli – 14. August 1993                                       |
| Magic Affair                     | Omen III                          | 14. März – 9. Mai 1994                                      | (max. Platz 2)                                        | (max. Platz 3)                                                   |
| Prince Ital Joe feat. Marky Mark | United                            | 13. Juni – 17. Juli 1994                                    | (max. Platz 6)                                        | (max. Platz 9)                                                   |
| Mo-Do                            | Eins, zwei, Polizei               | 26. September – 17. Oktober 1994                            | 3. Juli – 20. August 1994                             | (max. Platz 5)                                                   |
| Whigfield                        | Saturday Night                    | 24. Oktober 1994 – 31. Oktober 1994                         | (max. Platz 4)                                        | 6. November bis 12. November 1994                                |
| Rednex                           | Cotton Eye Joe                    | 7. November 1994 – 9. Januar 1995                           | 6. – 12. November, 27. November 1994 – 7. Jänner 1995 | 27. November 1994 – 4. März 1995                                 |
| La Bouche                        | Be My Lover                       | 14. März – 9. Mai 1995                                      | (max. Platz 3)                                        | (max. Platz 5)                                                   |
| Scatman John                     | Scatman (Ski-Ba-Bop-Ba-Dop-Bop)   | (max. Platz 2)                                              | 9. April 1995 – 20. Mai 1995                          | 30. April 1995 – 1. Juli 1995                                    |
| Mr. President                    | Coco Jamboo                       | (max. Platz 2)                                              | 16. Juni – 27. Juli 1996                              | 2. Juni – 8. Juni, 16. Juni – 22. Juni, 30. Juni – 13. Juli 1996 |
| Aqua                             | Barbie Girl                       | 10. November – 21. Dezember 1997                            | (max. Platz 2)                                        | 30. November 1997 – 10. Januar 1998                              |
| Eiffel 65                        | Blue (Da Ba Dee)                  | 16. August – 17. Oktober 1999                               | 22. August – 9. Oktober 1999                          | 22. August – 6. November 1999                                    |
| ATC                              | Around the World (La La La La La) | 24. Juli – 3. September 2000                                | 28. Juli – 31. August 2000                            | 13. August – 26. August 2000                                     |
| Scooter                          | Nessaja                           | 22. April 2002 – 28. April 2002, 6. Mai 2002 – 19. Mai 2002 | (max. Platz 2)                                        | (max. Platz 7)                                                   |
| O-Zone                           | Dragostea din tei                 | 7. Juni – 12. September 2004                                | 20. Juni – 18. September 2004                         | 20. Juni – 25. September 2004                                    |

## Bekannte Interpreten
Insgesamt gibt es eine sehr große Anzahl an Interpreten dieses Genres. Neben Eurodance haben mehrere der genannten Formationen auch noch Titel in anderen Stilrichtungen veröffentlicht.
- 2 Unlimited[1]
- 3-o-Matic[4]
- Ace of Base[10][11]
- Activate[4]
- Aqua[7]
- ATC[4]
- B. G., The Prince of Rap[1]
- Basshunter
- Black Box[1]
- Blue System
- Cappella
- Captain Hollywood Project[4]
- Captain Jack[2]
- Cascada
- Ch!pz
- Corona
- Culture Beat[1]
- DJ BoBo[2][12]
- Dr. Alban[12]
- Dune[4]
- E-Rotic[4]
- Eiffel 65[9]
- Fun Factory[4]
- Gala
- General Base[4]
- Haddaway[12]
- Ice MC[1]
- Jam & Spoon
- Kim Sanders
- La Bouche[1]
- Loft[4]
- Magic Affair[4]
- Masterboy[4]
- Maxx[4]
- Milk Inc.[13]
- Mo-Do
- M. C. Sar & The Real McCoy[12][14]
- Mr. President[4]
- Music Instructor
- Pharao
- Rednex[11]
- Scatman John
- Scooter[4]
- Snap![4]
- Splash
- Sqeezer
- Technotronic[1]
- Twenty 4 Seven[7]
- U 96[4]
- Vengaboys[1]
- Whigfield[15]
- X-Perience